# Чайковський Ян Олександрович
Ян Чайко́вський (пол. Jan Czajkowski; рос. Ива́н Алекса́ндрович Чайко́вський; 1779, Кам'янець-Подільський, нині Хмельницької області — 16 (28) лютого 1869, там само) — польський лікар вірменського походження, доктор медицини (1811).

## Біографія
Ян Чайковський народився 1779 року в Кам'янці-Подільському. Його батько та дід були президентами міста . Це була сім'я вірменського походження, яка чимало прислужилася розвитку Кам'янця-Подільського. Будинок Чайковських розташовувався в центрі Старого міста (сучасна адреса — Польський ринок, 10). Це був невеликий міський палац.
Іван спочатку навчався у Львові, а потім, щоб вивчати медичні науки, вступив до Віленського університету (нині Вільнюський університет). Закінчив його у квітні 1811 року зі ступенем магістра медицини. Будучи досить підготовленим до докторських іспитів, вирішив їх скласти одразу ж після закінчення курсу, тож у липні 1811 року, захистивши дисертацію «De usu medico tartari emetici», здобув ступінь доктора медицини. Того ж року у Вільно дисертація побачила світ окремим виданням.
Усе життя Чайковський мешкав у Кам'янці-Подільському, практикував приватно в Кам'янецькому повіті Подільської губернії і ніколи не служив у лікарському відомстві. 1831 року до Подільського військового шпиталю запросили багатьох лікарів, які мали приватну практику, оскільки військові лікарі, що працювали там, не встигали впоратися з усіма хворими та пораненими. Чайковський був серед цих лікарів, за що був відзначений орденом святої Анни третього ступеня.
Іван Олександрович був великим знавцем художньої літератури, особливо французької. Протягом багатьох років перекладав твори Вольтера. Ці переклади залишилися в рукопису.
Наприкінці життя Чайковського спіткали матерільні невдачі, а також проблеми зі здоров'ям. Він майже втратив зір і ніколи вже не покидав ліжка.
Помер Ян Чайковський 16(28) лютого 1869 року в Кам'янці-Подільському на 90-у році життя.
Статті про лікаря Чайковського вміщено в низці як російськомовних, так і польськомовних біографічних словників. Це «Російські лікарі-письменники» доктора медицини Льва Змєєва (Санкт-Петербург, 1886), багатотомний «Російський біографічний словник», що видавався під наглядом голови Імператорського російського історичного товариства Олександра Половцова (Санкт-Петербург, 1905), «Словник польських лікарів» Станіслава Космінського (Варшава, 1883), багатотомний «Словник польських лікарів XIX століття» Пйотра Шарейка (Варшава, 1997).